# Danilo Errico
Danilo Errico (Torino, 11 agosto 1953) è un generale italiano, capo di stato maggiore dell'Esercito italiano dal 2015 al 2018.

## Biografia
Il Generale di Corpo d'Armata Danilo Errico ha frequentato il 155º Corso dell'Accademia Militare.
Tenente dei bersaglieri è assegnato al 26º Battaglione della Brigata "Garibaldi", dove assolve gli incarichi di Comandante di plotone e di compagnia.
Nel 1983 passa all'Aviazione dell'Esercito diventando pilota di elicottero e presta servizio presso il 51º Gruppo Squadroni "Leone" del 1º Reggimento AVES "Antares" in Viterbo. Nel 1986 diventa istruttore di volo, attività che svolge fino al 1991 presso il Centro Addestramento dell'Aviazione dell'Esercito.
Dal 1987 al 1988 nel grado di Capitano, frequenta il 112º Corso di Stato Maggiore presso la Scuola di Guerra di Civitavecchia, dove dal 1991 al 1992, nel grado di Tenente Colonnello, frequenta il 113º Corso Superiore di Stato Maggiore. Al termine di tale corso è destinato al IV Reparto dello Stato Maggiore dell'Esercito, dove ricopre l'incarico di Capo della 3ª Sezione Aviazione dell'Esercito.
Designato nel 1993 quale Comandante del 67º Battaglione Bersaglieri "Fagarè" in Cosenza, partecipa alle Operazioni d'Ordine Pubblico: "Vespri Siciliani" in Agrigento e "Riace" in Reggio Calabria.
Nel settembre 1994, è riassegnato allo Stato Maggiore dell'Esercito - IV Reparto con l'incarico di Capo Sezione dell'Ufficio Mobilità Tattica.
Promosso Colonnello, nel maggio 1997 assume il comando del 7º Reggimento Elicotteri d'Attacco "Vega" alla guida del quale partecipa all'impegno nazionale in Albania nell'Operazione "Alba".
Dal 2000 al 2003 ha prestato servizio alla Rappresentanza Permanente d'Italia presso il Consiglio Atlantico con l'incarico di Capo Ufficio Pianificazione delle Forze e, durante il periodo di allargamento della NATO, ha rappresentato l'Italia nel Comitato di Revisione della Difesa NATO (DRC) e nel Comitato di Pianificazione e Revisione del Processo PfP (PARP).
Promosso al grado di Generale di Brigata, da ottobre 2003 a maggio 2004 ha comandato la Brigata Corazzata "Pinerolo" in Bari.
Nel periodo maggio-novembre 2004 ha comandato, nell'ambito della missione NATO KFOR, la Brigata Italo-Tedesca in Kosovo. Successivamente, a gennaio 2005 assume il Comando del Centro Addestrativo Aviazione dell'Esercito in Viterbo.
Inviato in Afghanistan, da febbraio a ottobre 2006 ha comandato la Regione Ovest di ISAF ad Herat.
Promosso Generale di Divisione nel gennaio 2007, ha ricoperto l'incarico di Capo dell'Ufficio Generale del Capo di SM della Difesa, per poi assumere nel mese di marzo del 2008 l'incarico di Capo del III Reparto e del Centro Operativo dello Stato Maggiore dell'Esercito.
Dal gennaio 2012 al gennaio 2013 con il grado di Generale di Corpo d'Armata è stato Comandante del 1º Comando Forze di Difesa in Vittorio Veneto (TV).
Ha svolto l'incarico di Sottocapo di Stato Maggiore della Difesa dal 15 febbraio 2013 al 25 febbraio 2015.
Il 20 febbraio 2015 il Consiglio dei Ministri lo nomina Capo di stato maggiore dell'Esercito, incarico che assume il 27 febbraio 2015, rilevando il generale Claudio Graziano, fino al 27 febbraio 2018.

### Studi e riconoscimenti
Ha conseguito la laurea e il master (2º livello) in Scienze Strategiche presso l'Università degli studi di Torino e la laurea in Scienze Internazionali e Diplomatiche presso l'Università degli studi di Trieste.
È cittadino onorario della città di Maglie.